# Allen Jones (escultor)
Allen Jones (Southampton, Inglaterra, 1 de setembro de 1937) é um artista pop britânico mais conhecido por suas pinturas, esculturas e litografia. Ele foi premiado com o Prix des Jeunes Artistes na Bienal de Paris de 1963. Ele é um acadêmico sênior da Royal Academy of Arts. Em 2017 ele retornou à sua cidade natal para receber o prêmio Honorary Doctor of Arts da Southampton Solent University.
Jones lecionou na Hochschule für bildende Künste Hamburgo, na Universidade do Sul da Flórida, na Universidade da Califórnia, na Banff Center School of Fine Arts no Canadá e na Berlin University of the Arts. Suas obras residem em várias coleções; incluindo o Tate, o Museu Ludwig, o Warwick Arts Center e o Museu Hirshhorn. Seu trabalho mais conhecido Hatstand, Table and Chair, envolvendo manequins "fetichistas" de fibra de vidro, estreou em protestos em 1970.

## Estilo artístico e influências
Associado ao movimento de Pop art britânico do final dos anos 1960, Jones é conhecido por seu trabalho com litografia, pintura, desenho e escultura. A Cass Sculpture Foundation escreveu sobre o trabalho de Jones que "em uma tela plana, as formas pintadas parecem esculturais e suas obras tridimensionais são pictóricas. Ele usa a cor para descrever a forma, às vezes com precisão gráfica ou, inversamente, com uma energia e liberdade de gesto que está próximo da expressão direta. Desenvolvimentos semelhantes são evidentes em sua gravura". O Tate descreveu sua produção em litografia como "prolífica", escrevendo que "provou ser um meio apropriado para seu talento gráfico". Artistas e designers de moda pop, como Alexander McQueen, Issey Miyake e Richard Nicoll citaram Jones como uma influência em seus próprios estilos.
Jones é conhecido por incorporar imagens eróticas em seus trabalhos, incluindo o fetichismo da borracha e o BDSM, e essa sexualidade freqüentemente tem sido o foco de críticos de arte e da imprensa. Mark Hudson escreveu em 2014 que "os assuntos de Jones incluíam músicos, dançarinos e ônibus de Londres, mas na percepção popular seu nome está irrevogavelmente ligado às suas mulheres fetiches inigualáveis, seja em duas ou três dimensões, com suas superfícies usinadas e expressões em branco - imagens que são tão emblemáticas da arte pop britânica clássica quanto as pinturas dos Beatles de Peter Blake ou as piscinas de Hockney". Em uma revisão sobre a carreira de Jones, Richard Dorment escreveu em novembro de 2014 que "você poderia argumentar que o trabalho de Jones não é realmente sobre mulheres; é sobre homens e como eles olham e pensam sobre as mulheres. Os homens usam várias estratégias para neutralizar ou controlar desejo. Um é fetichizar o corpo feminino... [enquanto] outro é o homem se apropriar dele".
 

Dorment ainda mais se explica escrevendo que
Volte para as pinturas de Jones, e você verá que ele explora o tema dos homens transformados em mulheres repetidas vezes. Um homem dançando com uma mulher torna-se inextricavelmente fundido em seu corpo; outro troca calças e brogues por meias e salto alto, enquanto caminha de uma borda da tela para a outra...
Dorment opina ainda que "as pinturas... mostram homens e mulheres em situações sexuais, mas eles são alegres, liberados e auto-indulgentes de uma forma que os manequins lúgubres não são". Escreveu Catrin Davies para a Twin Factory em novembro de 2014 sobre o show,
As pinturas de Jones fornecem um pequeno contrapeso à misoginia implícita em suas esculturas. Nessas cenas coloridas e kitsch, ele pinta sobre jogos de poder com inferências travestis, da fêmea dominadora, do macho submisso, dos rituais animalescos de acasalamento e da delicada interação de acasalamento representada na forma de dança. 

## Trabalhos notáveis[6][11][5]
- Interesting Journey (óleo sobre tela, 1962; British Council)
- Bikini Front (óleo sobre tela, 1962; Feigen Gallery New York. Chicago, Los Angeles)
- Figure Falling / Chute (1964; realizada no Museu Ludwig)
- Perfect Match / Partenaire idéale (1966–1967; realizada no Museum Ludwig)
- Hermaphrodite (pintura de 1963; Liverpool, Walker AG)
- First Step (óleo sobre tela, 1966; Marzotto European Touring Show 1966/7)
- Perfect Match (pintura de 1966 a 1967; Cologne, Mus. Ludwig)
- Shoe Box (conjunto litográfico, 1968)
- Chair (escultura, 1969; Tate, London)
- Hatstand (escultura, 1969; exibido em 2012–13 Off The Wall touring retrospectiva, Alemanha: Kunsthalle Tübingen; Patrimônio Mundial da UNESCO, Völklinger Hütte, região de Saarbrüken; State Art Collection, Chemnitz)
- Table (Escultura, 1969; Exibido em 2012–13 Retrospectiva da turnê Off The Wall, Alemanha: Kunsthalle Tübingen; Patrimônio Mundial da UNESCO, Völklinger Hütte, Região de Saarbrüken; Coleção de Arte do Estado, Chemnitz)
- Santa Monica Shores (pintura de 1977; Londres, Tate)
- The Tango (escultura de 1984; propriedade conjunta de Liverpool, Walker AG e Merseyside Development Corp.)
- Temple (escultura de 1988; em exibição na Cass Sculpture Foundation)
- Two to Tango (grande escultura de aço; em exibição no Taikoo Place na China)
- Interval (óleo sobre tela, 2007; 2012 Centre for European Art Völklinger Hütte, região de Saarbrüken)